# 도요시마촌 (이바라키현)
도요시마촌(十余島村)은 이바라키현 이나시키군에 일찍이 존재했던 촌이다. 

## 지리
- 현재의 이나시키시 남부, 구 아즈마정의 남서부에 위치한다.
- 촌은 토네강의 북쪽 기슭, 신토네강의 남쪽 기슭에 위치해 있다.
- 촌의 대부분은 평지로 이루어져 있다

## 역사
- 1889년 4월 1일 - 정촌제 시행에 수반해 지바현 가토리군 도요시마촌이 성립하였다.
- 1899년 4월 1일 - 이바라키현 유키군에 속하게 되었다.
- 1955년 1월 5일 - 이사키촌, 모토신시마촌과 합병해, 아즈마촌이 신설하여, 동일 도요시마촌은 폐지되었다.

## 인구
| 1920년 | 2,768 |
| 1935년 | 3,101 |
| 1950년 | 3,687 |

## 참고문헌
- 角川日本地名大辞典編纂委員会『角川日本地名大辞典 8 茨城県』、角川書店、1983年 ISBN 4040010809
- 角川日本地名大辞典編纂委員会『角川日本地名大辞典 12 千葉県』、角川書店、1984年 ISBN 4040011201